# Jupp Kapellmann
Jupp Kapellmann (Bardenberg, 1949. december 19. –) nyugatnémet válogatott világbajnok német labdarúgó, hátvéd, középpályás. Jelenleg ortopéd szakorvos a bajorországi Rosenheimben.

## Pályafutása

### Klubcsapatban
1957-ben az SC 1930 Bardenberg csapatában kezdte a labdarúgást. 1968 és 1970 között az Alemannia Aachen 1970 és 1973 között az 1. FC Köln játékosa volt. 1973 és 1979 között a Bayern München csapatában játszott is itt érte el legnagyobb sikereit. Tagja volt a sorozatban háromszor BEK-győztes csapatnak. 1979 és 1981 között az 1860 München csapatát erősítette és itt fejezte be az aktív labdarúgást.

### A válogatottban
1973 és 1974 között öt alkalommal szerepelt a nyugatnémet válogatottban. Tagja volt 1974-es világbajnok csapatnak, de pályára nem lépett. 1967-68-ban hét alkalommal szerepelt az ifjúsági válogatottban és egy gólt szerzett. 1969 és 1973 között hatszor játszott az U23-as, 1972 és 1975 között háromszor a B-válogatottban.

## Sikerei, díjai
NSZK
- Világbajnokság
  - világbajnok: 1974, NSZK

 1. FC Köln
- Nyugatnémet bajnokság (Bundesliga)
  - 2.: 1972–73
- Nyugatnémet kupa (DFP-Pokal)
  - döntős:  1971, 1973

 FC Bayern München
- Nyugatnémet bajnokság (Bundesliga)
  - bajnok: 1973–74
  - 3.: 1975–76
- Bajnokcsapatok Európa-kupája (BEK)
  - győztes: 1973–74, 1974–75, 1975–76
- Interkontinentális kupa
  - győztes: 1976